# Municipio de Greenfield (condado de Craighead)
El municipio de Greenfield (en inglés: Greenfield Township) es un municipio ubicado en el condado de Craighead en el estado estadounidense de Arkansas. En el año 2010 tenía una población de 2645 habitantes y una densidad poblacional de 36,63 personas por km².

## Geografía
El municipio de Greenfield se encuentra ubicado en las coordenadas 35°44′31″N 90°39′30″O / 35.74194, -90.65833. Según la Oficina del Censo de los Estados Unidos, el municipio tiene una superficie total de 72.21 km², de la cual 72.1 km² corresponden a tierra firme y (0.15%) 0.11 km² es agua.

## Demografía
Según el censo de 2010, había 2645 personas residiendo en el municipio de Greenfield. La densidad de población era de 36,63 hab./km². De los 2645 habitantes, el municipio de Greenfield estaba compuesto por el 95.16% blancos, el 2.27% eran afroamericanos, el 0.3% eran amerindios, el 0.45% eran asiáticos, el 0.08% eran isleños del Pacífico, el 0.83% eran de otras razas y el 0.91% pertenecían a dos o más razas. Del total de la población el 2.91% eran hispanos o latinos de cualquier raza.